# Kay Bluhm
Kay Bluhm (* 13. Oktober 1968 in Brandenburg (Havel)) ist ein ehemaliger deutscher Kanute. Er war mehrfacher Weltmeister und dreimaliger Olympiasieger im Kanurennsport.

## Werdegang
Bluhm kam nach erfolglosen Versuchen als Fußballer, Handballer und Basketballer 1978 zum Kanurennsport. Er trainierte bei Motor-Süd Brandenburg, wechselte 1982 zum ASK Potsdam und 1983 nach Müggelheim. Später startete er für den KC Potsdam.
Seine erste Olympiamedaille erzielte er 1988 in Seoul, wo er im Kajak-Vierer für das Olympiateam der DDR eine Bronzemedaille errang. Seine größten olympischen Erfolge erzielte Bluhm bei den Olympischen Spielen 1992 und 1996, bei denen er zusammen mit Torsten Gutsche drei Gold- und eine Silbermedaille im Zweier-Kajak gewann.
Für seine Leistungen bei der Olympiade 1992 erhielt er am 23. Juni 1993 das Silberne Lorbeerblatt.
1997 beendete Bluhm seine Leistungssportkarriere und widmete sich seinen Hobbys Hochseeangeln und Golf. Verheiratet ist er seit 1999 mit der Kanurennsport-Weltmeisterin Daniela Gleue.

## Internationale Erfolge
Bluhm zählt mit seinen Erfolgen, die er überwiegend mit seinem Kajakpartner Torsten Gutsche erzielte, zu den erfolgreichsten männlichen Kanuten aller Zeiten.
- Olympische Spiele
  - 1988 Seoul – Bronze (Vierer-Kajak 1000 m)
  - 1992 Barcelona – Gold (Zweier-Kajak 500 m), Gold (Zweier-Kajak 1000 m)
  - 1996 Atlanta – Gold (Zweier-Kajak 500 m), Silber (Zweier-Kajak 1000 m)

- Kanu-Weltmeisterschaften
  - 1989 Plowdiw – 2 × Gold im Zweier-Kajak, 1 × Silber im Einer-Kajak
  - 1990 Posen – Gold und Bronze im Zweier-Kajak, Bronze im Vierer-Kajak
  - 1991 Paris – Gold und 2 × Silber im Zweier-Kajak
  - 1993 Kopenhagen – 2 × Gold im Zweier-Kajak
  - 1994 Mexiko-Stadt – Gold und Bronze im Zweier-Kajak
  - 1995 Duisburg – Silber im Zweier-Kajak

## Auszeichnungen
- 1988 Vaterländischer Verdienstorden in Bronze
- 1992 Bambi-Preisträger